# Portobelo (ciudad)
Portobelo es un puerto natural y un poblado ubicado en la República de Panamá. Fue una de las poblaciones más importantes de América durante la época virreinal y fue el puerto por el que pasó la mayoría de los barcos españoles con el quinto real con destino a la España peninsular. Portobelo está localizado en la costa norte del istmo de Panamá, unos 50 km al noreste de la ciudad de Colón. Limita al norte con el mar Caribe, al sur con la provincia de Panamá, al este con el distrito de Santa Isabel y al oeste con la ciudad de Colón.
A Portobelo se puede llegar a través del mar o por vía terrestre, siguiendo la avenida transístmica, a una distancia de 49 km desde la ciudad de Colón y 105 km desde la ciudad de Panamá.
En el año 1976 por la Ley 91 se delimita el conjunto monumental histórico de Portobelo. Comprende el área que ocupara la antigua ciudad de Portobelo, los restos monumentales de los castillos de Santiago de la Gloria, el castillo de San Felipe, el fuerte batería de San Jerónimo, el Fuerte Batería y la Casa Fuerte de Santiago, las baterías Alta y Baja y la Casa Fuerte de San Fernando, las ruinas del Fuerte Trinchera del primitivo Santiago, la batería buenaventura, las ruinas del Fuerte Farnesio, de la Trinchera de la Casa de la Pólvora, la Aduana, los baluartes del recinto amurallado llamado San Cristóbal, y las demás edificaciones que existían dentro y en las cercanías de la ciudad.
En el año 1980, las ruinas de las fortificaciones junto al cercano Fuerte de San Lorenzo fueron declaradas Patrimonio de la Humanidad por la UNESCO dentro del conjunto denominado Fortificaciones de la costa Caribe de Panamá.

## Historia
La bahía de Portobelo fue descubierta por Cristóbal Colón en su cuarto viaje, el 2 de noviembre de 1502. Este lugar atrajo la atención de Colón por su ambiente natural y la inigualable belleza y seguridad que ofrecía. Por esta razón, la bautizó con el nombre de «Porto Bello».
Solo a fines del siglo XVI los españoles la empezaron a utilizar como asentamiento poblacional. De esta manera, la ciudad de Portobelo fue fundada el 20 de marzo de 1597 por Francisco Velarde y Mercado, en reemplazo de la ciudad de Nombre de Dios, ya que esta se encontraba inhabilitada por razones climatológicas. El nombre original fue San Felipe de Portobelo, en honor de Felipe II.

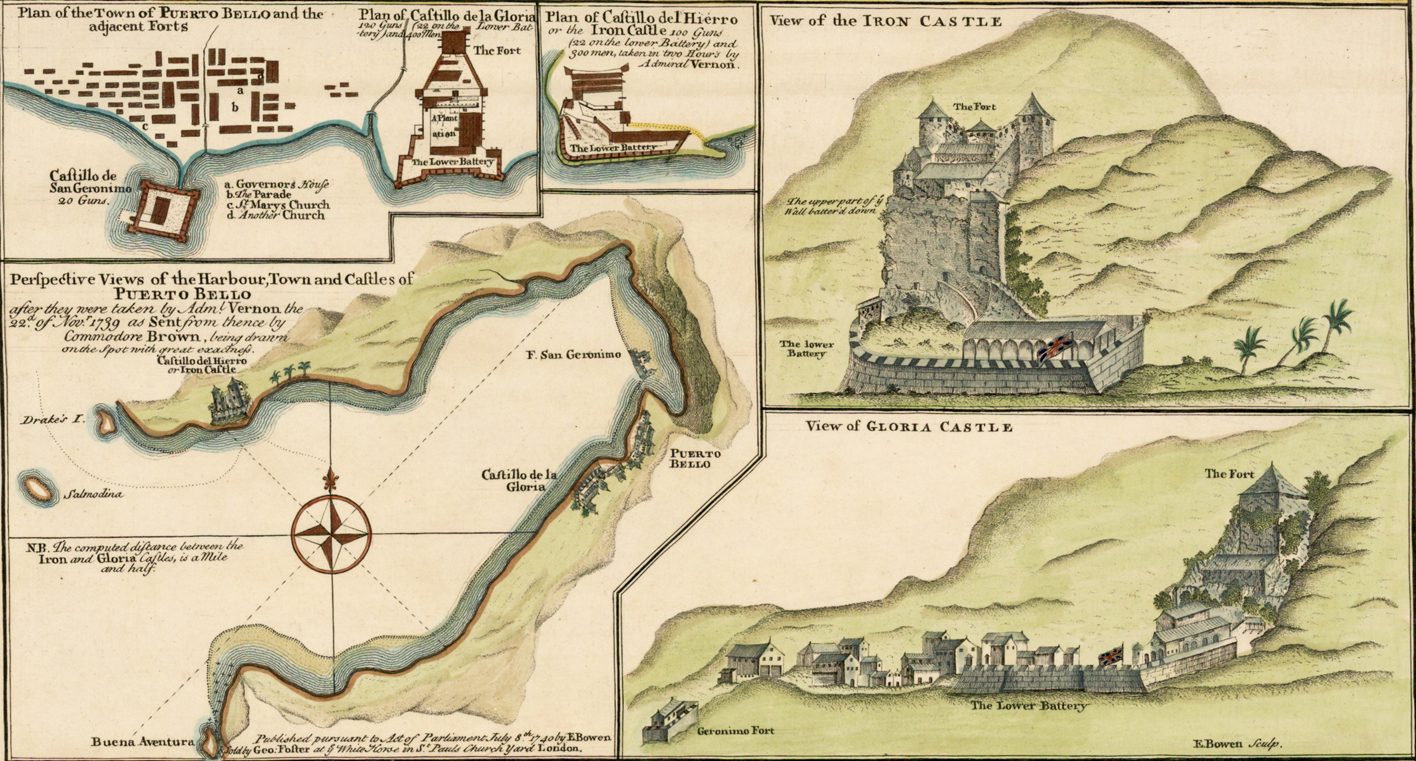
Mapa de Portobelo en el.

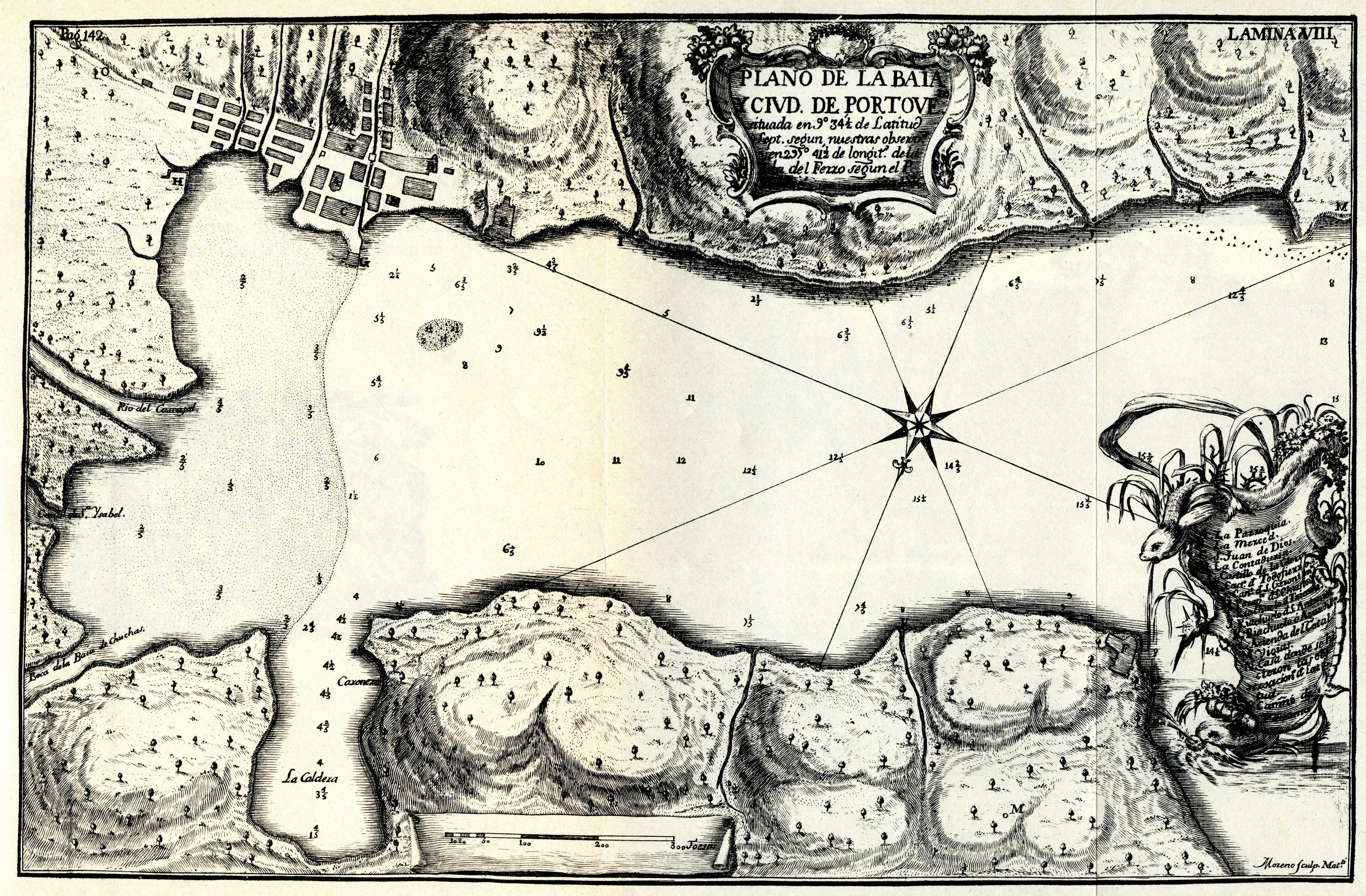
Plano de la bahía y la ciudad de Portobelo de la provincia del Istmo publicado en la obra Relación Histórica del Viaje a la América Meridional, de Jorge Juan y Antonio de Ulloa.

Entre los siglos XVI y XVIII, Portobelo fue uno de los puertos más importantes de exportación de plata de Nueva Granada, y uno de los puertos de salida de la Flota de Indias. El oro, procedente sobre todo del Perú, era trasportado en mulas a través del Camino Real de Cruces, entre la Ciudad de Panamá y el poblado de Venta de Cruces, continuando por el río Chagres mediante pequeñas embarcaciones, hasta llegar a Portobelo, en donde era embarcado hacia España. Cabe destacar que solo se transportó a la España peninsular, el 20 % e incluso menos (el llamado «quinto real») de todo el oro y plata obtenidos, quedándose el 80 % o más de todos esos metales en la propia América, para construcciones e infraestructuras de toda la América española.
La ciudad de Portobelo también fue famosa por sus ferias, las cuales duraban hasta cuarenta días. La primera se realizó en el año 1544 en Nombre de Dios. Más tarde fueron trasladadas a Portobelo, cuando este se convirtió en asentamiento poblacional. La última de estas ferias se celebró en 1739.
Debido a la acumulación de mercancías y metales preciosos, Portobelo estuvo fortificada desde el principio. Por esa misma razón, fue objeto de diversos intentos de saquearla. El pirata Francis Drake murió de fiebre en la bahía de Portobelo, donde se supone que está enterrado. En 1601 fue saqueada por el bucanero William Parker y también en 1668 por el corsario Henry Morgan, al mando de una flota de nueve barcos y 460 corsarios. El saqueo duró catorce días, durante los cuales hubo numerosos casos de violación, tortura y asesinato.
Los británicos intentaron sin éxito bloquear el puerto de la ciudad entre 1726 y 1727 como parte de la guerra anglo-española de 1727-1729. Dicha acción se saldó con una derrota estrepitosa de los británicos provocando la caída del almirante Francis Hosier.
El 21 de noviembre de 1739, el puerto fue capturado por el almirante inglés Edward Vernon. Este último saqueo dejó clara la vulnerabilidad del sistema de comercio español y provocó un cambio en este, pasando de pocas flotas compuestas por muchos barcos llevando mercancía entre unos pocos puertos a muchas flotas compuestas por pocos barcos intercambiando mercancías entre numerosos puertos. Además, se empezaron a utilizar rutas comerciales a través de Filipinas y el cabo de Hornos, dando la vuelta a África. Además, en 1819 Portobelo fue invadida por el inglés Gregor MacGregor, siendo derrotado y expulsado por Alejandro de Hore con un ejército procedente de Panamá. La economía de Portobelo se resintió, no recuperándose hasta la construcción del canal de Panamá.

## Edificios históricos
El asentamiento poblacional de Portobelo se convirtió en una de las grandes ciudades de tierra firme durante la época virreinal, mientras que en Europa florecía el desarrollo renacentista. Dentro de las edificaciones que podemos mencionar y de las que aún se conservan ruinas están:
- Fuertes de Santiago de la Gloria, San Jerónimo y San Fernando.
- Iglesia de San Felipe y de San Juan de Dios (restauradas).
- Convento de los Padres Mercedarios.

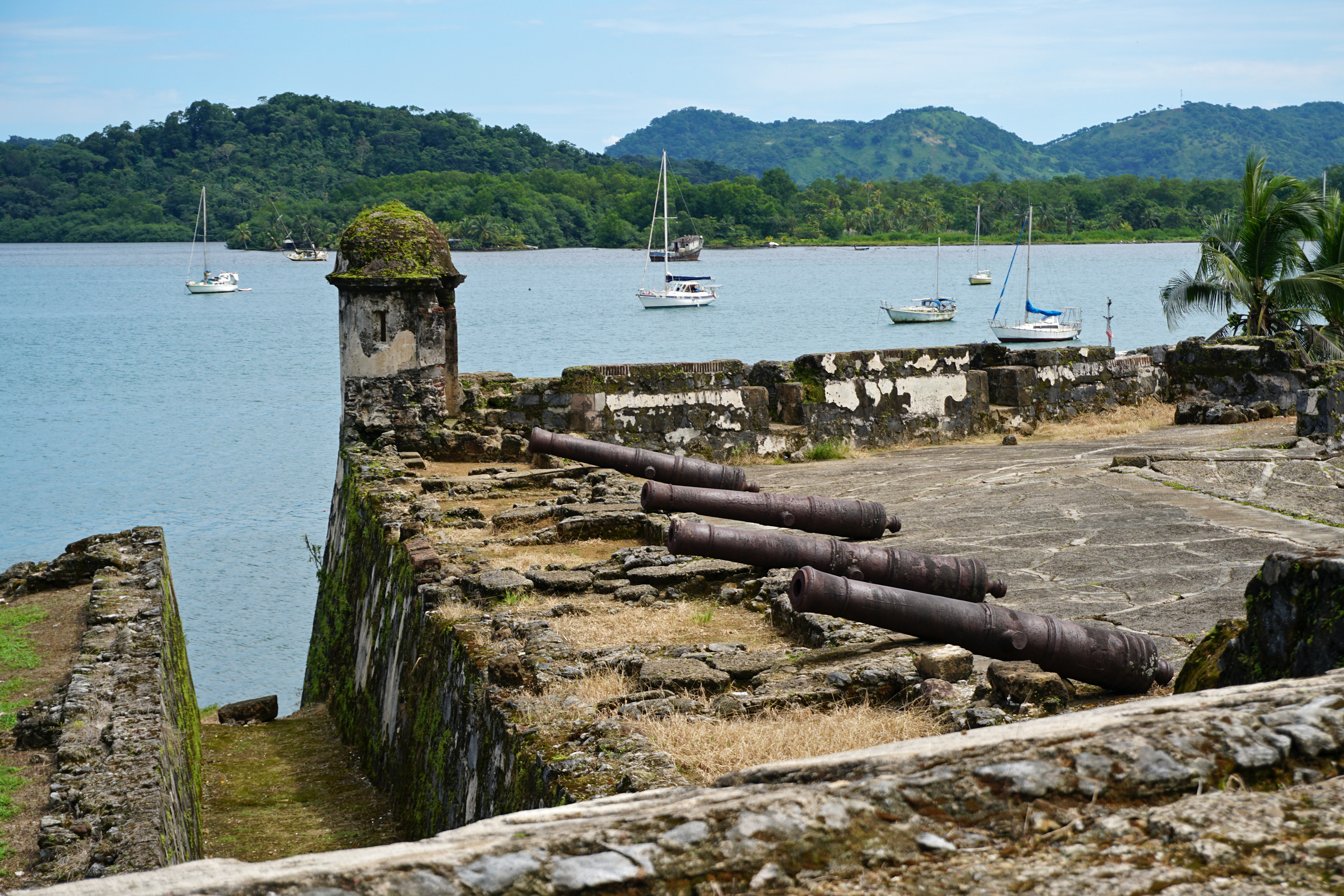
Fuerte batería de Santiago de la Gloria.
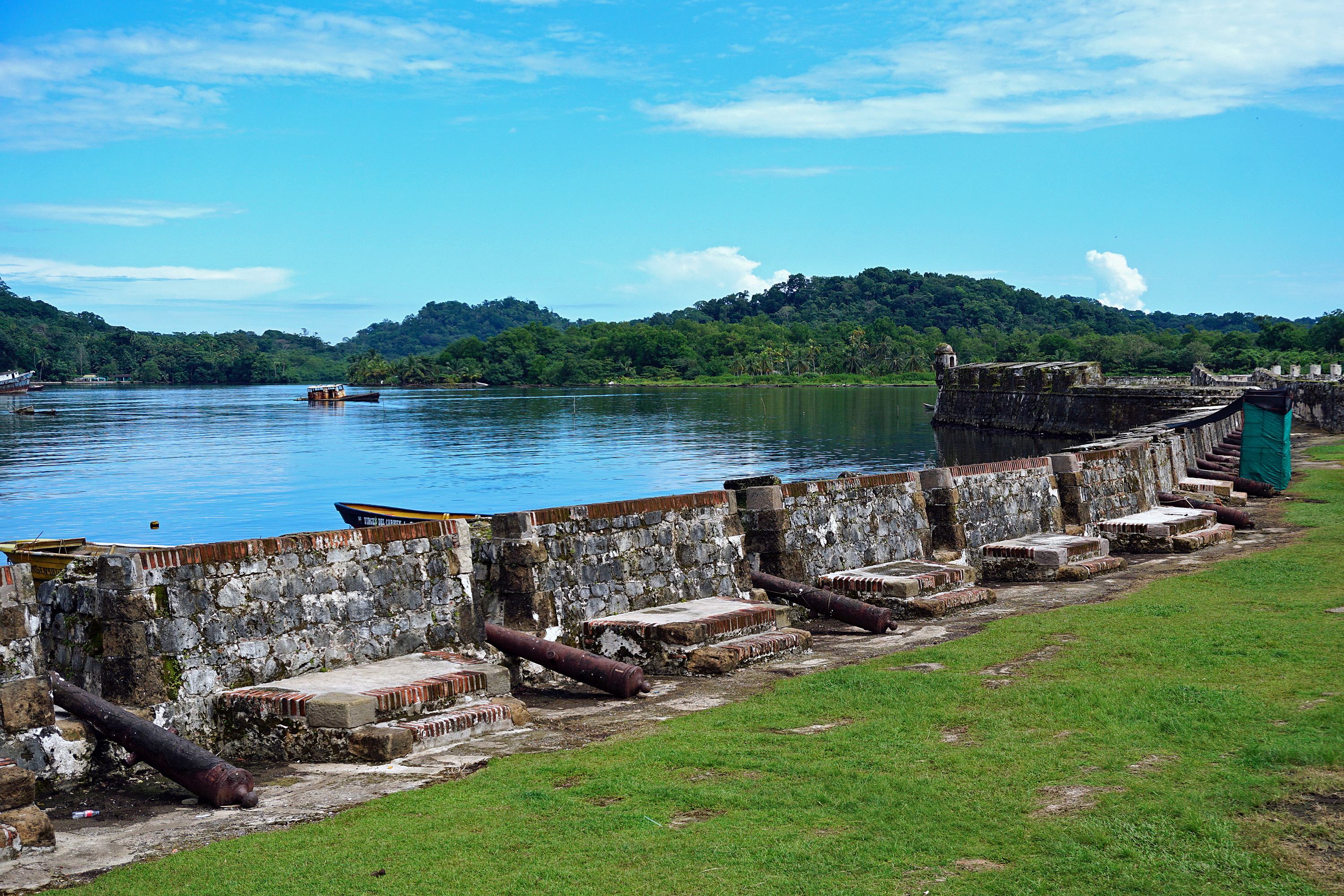
Fuerte San Jerónimo.
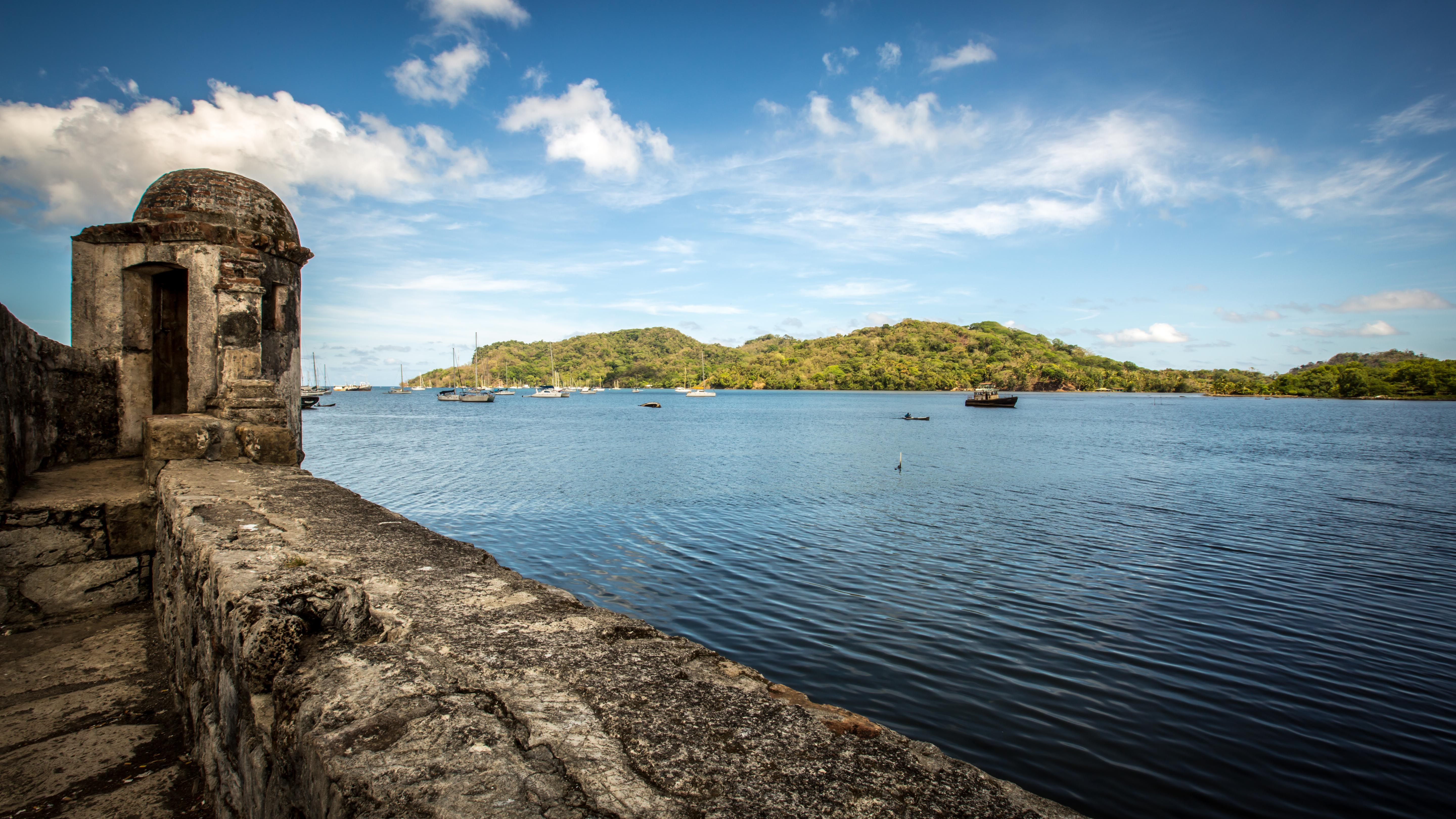
Fuerte San Jerónimo.
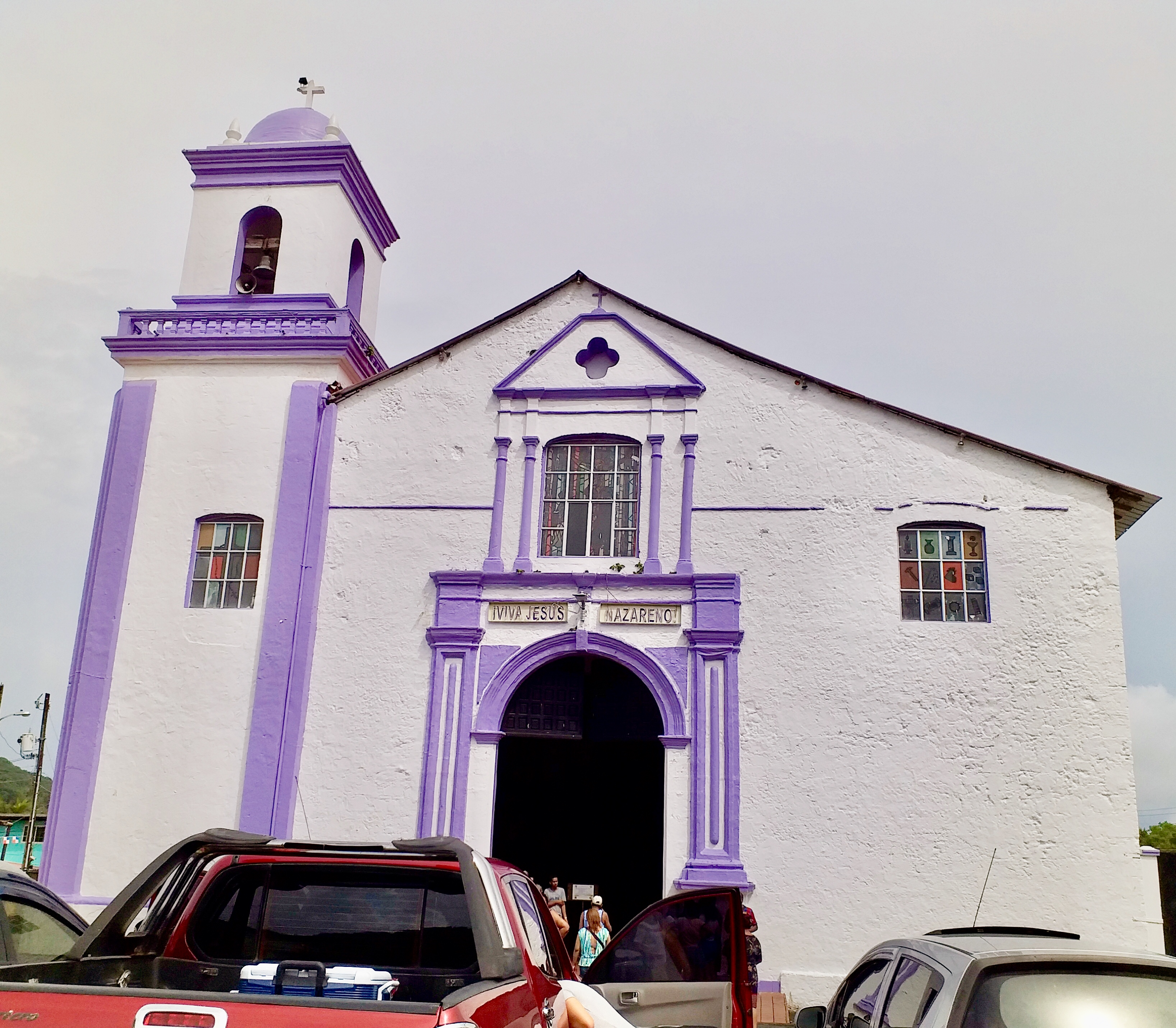
Iglesia de San Felipe.
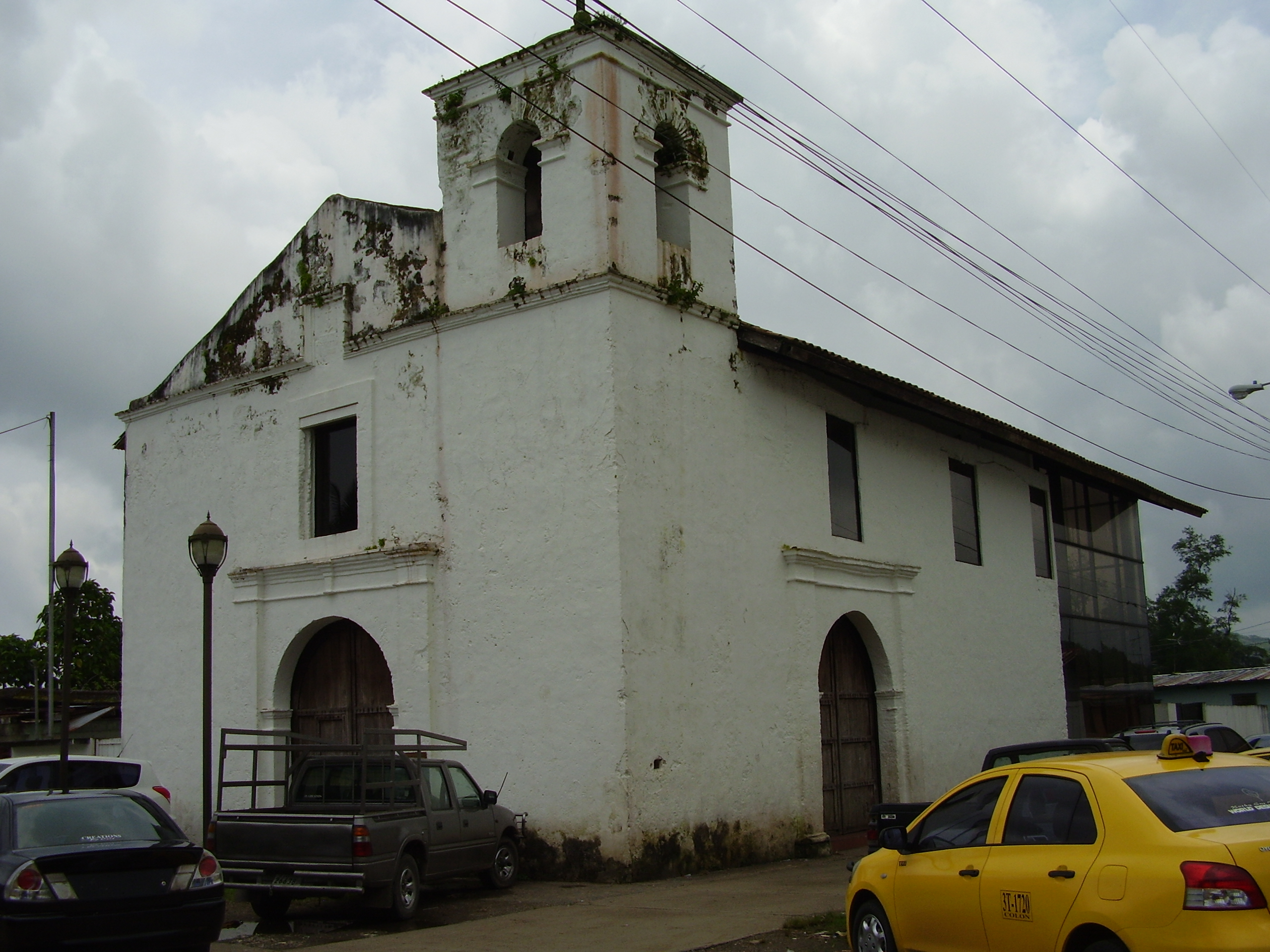
Iglesia de San Juan de Dios.

### Aduana de Portobelo

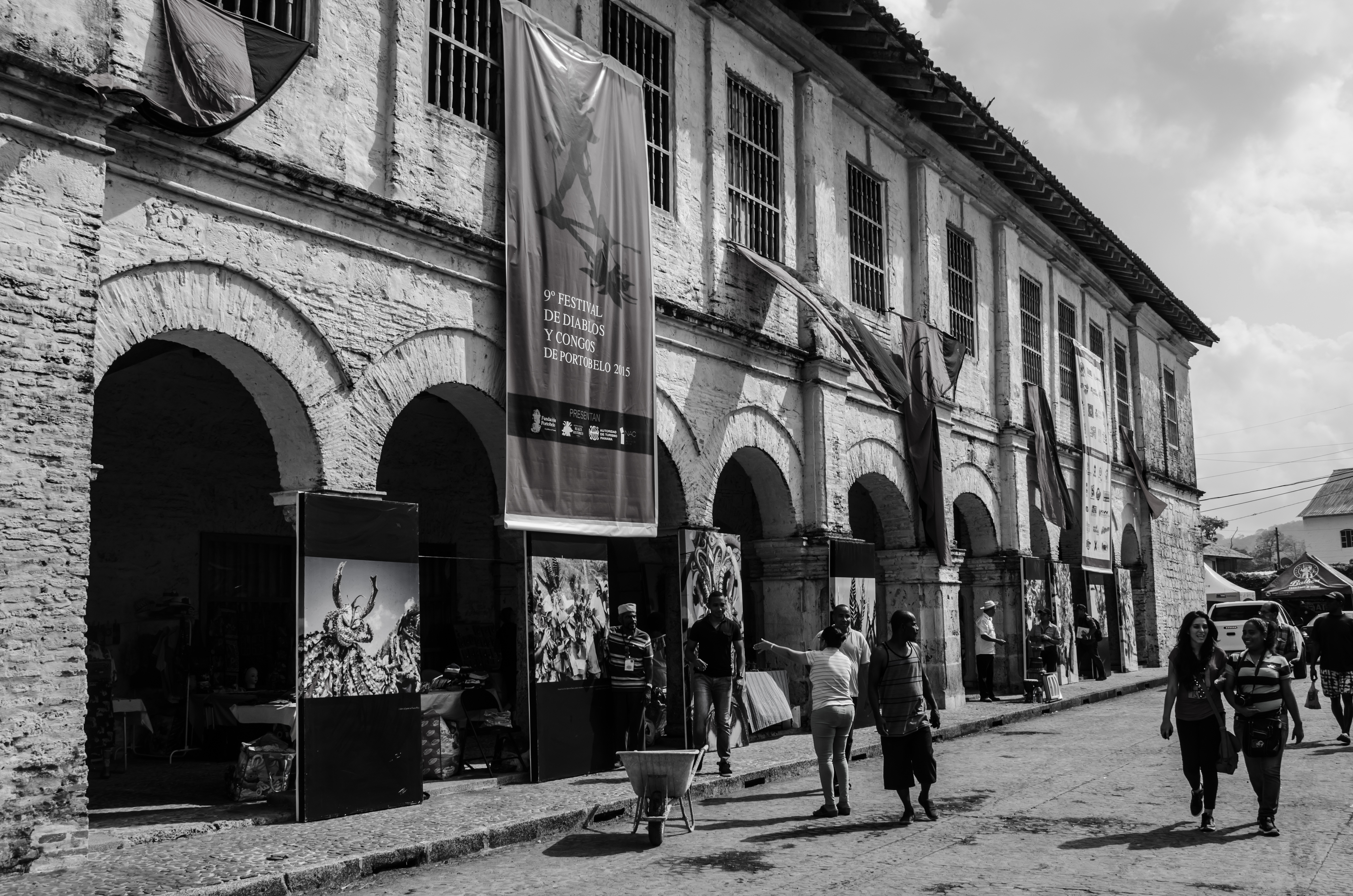
Edificio de la Aduana.

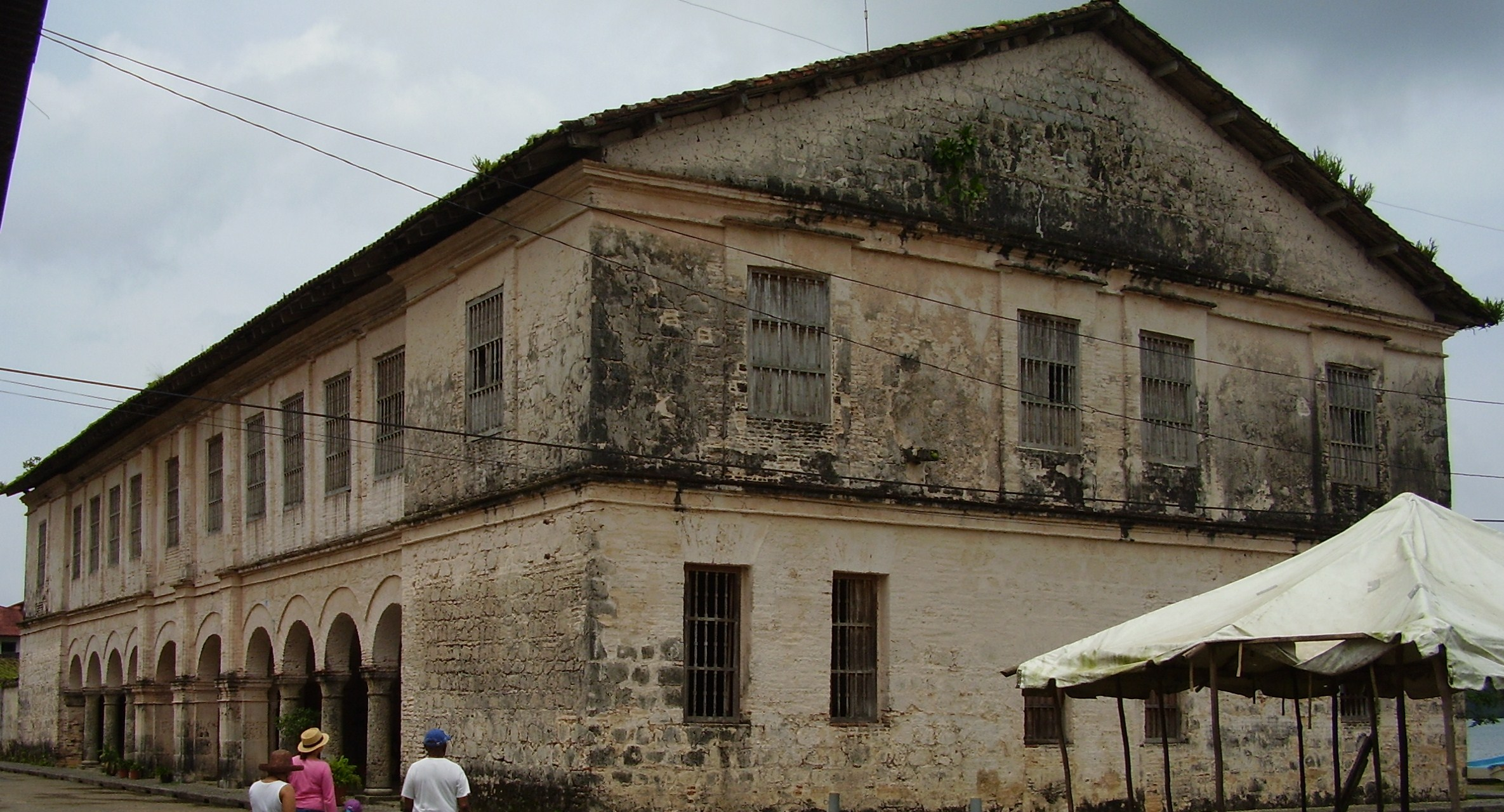
Edificio de la Aduana (restaurado).

La Aduana de Portobelo fue uno de los edificios de mayor importancia en esa época. Construido entre 1630 y 1634, su estructura respondía al modelo renacentista, traído por los españoles a estas tierras. Este edificio fue utilizado como almacén, oficina fiscal, depósito de las cajas reales, residencia del gobernador y de los oficiales reales. Estas funciones se suprimieron en 1744, cuando la ciudad de Portobelo fue bombardeada por una flota británica al mando de William Kinghills y el edificio resultó severamente dañado.
En 1809, volvió a recobrar su esplendor, hasta poco antes de la independencia de Panamá de España ocurrida el 28 de noviembre de 1821. Este edificio pasó al olvido y abandono del Estado panameño hasta finales del siglo XX, cuando los gobiernos panameño y español firmaron un convenio para reconstruir dichas instalaciones, lo que se realizó de 1991 a 1998. Las ruinas de la Aduana se encuentran actualmente en buen estado. No hay museo.

## Tradiciones

### Religión
Portobelo, por ser en la época virreinal centro del comercio mundial, recibía visita del mundo conocido, convirtiéndose también en uno de los grandes centros de manifestación religiosa. Al portar los españoles sus costumbres y tradiciones, trajeron también su religiosidad popular, dejando grabada en las raíces del pueblo que aquí comenzaba a surgir la devoción a los santos y a la pasión de Cristo. Podemos asegurar que las costumbres religiosas sevillanas y de Málaga fueron de gran inspiración para los que en aquella época evangelizaron.[cita requerida]
Dentro de estas devociones figuran las novenas, el Corpus Christi y las procesiones de los santos y la Semana Santa. Es así como encontramos la hermosa talla de un Cristo con la piel oscura, llamado popularmente el Cristo Negro. Esta imagen es objeto de una gran devoción a nivel nacional e internacional. No tenemos datos históricos del inicio de esta devoción; solo conocemos que un 21 de octubre esta imagen aparece en este lugar. Sobre su aparición existen algunos mitos, de los cuales podemos mencionar aquel que dice que la llegada de la imagen se debió a la necesidad de una intervención divina para exterminar una peste que se extendía por toda la región. La otra es aquella del relato de dos imágenes que eran transportadas hacia Cartagena de Indias y por el mal tiempo tuvieron que arribar a Portobelo. La nave no pudo zarpar hasta que desembarcaron el Cristo a tierra firme. En definitiva, todos los 21 de octubre, más de 160 000 personas se dan cita en Portobelo para venerar al Cristo negro, con la cruz a cuestas. Esta imagen de 1.60 m representa, para los miles de fieles que asisten ese día, la esperanza y fe de un pueblo que espera encontrar una respuesta a sus necesidades y aspiraciones más profundas de su ser.

### Cultura popular
Una de las tradiciones de Portobelo es el baile de los congos, que responde a una manifestación de los esclavos, traído del África en la época virreinal. Sabemos, por datos históricos, que en Portobelo se encontraba la gran negrería, lugar donde se compraban los negros para trabajos forzados. Estos eran valorados según su porte corporal y la blancura de sus dientes. El negro, a pesar del sufrimiento y el dolor que experimentaba debido a su condición de esclavo, nunca perdió el sentido de la vida y el gusto por celebrarla. Prueba de ello lo tenemos en el baile congo que hasta nuestros días se conserva.

## Actualidad

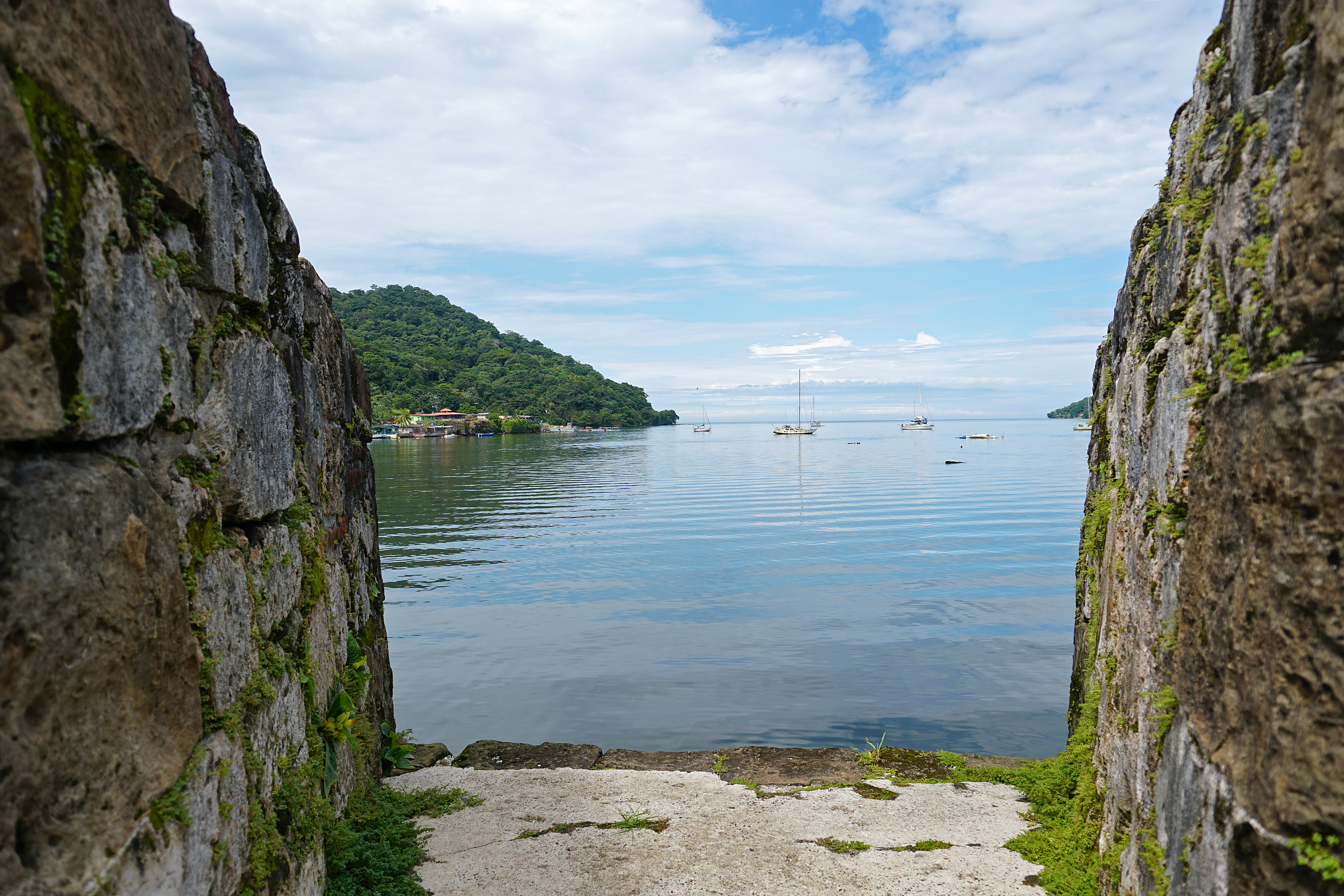
Vista de la Bahía de Portobelo desde el Castillo de San Jerónimo.

Portobelo es hoy un pequeño pueblo de aproximadamente 2820 habitantes. Sin embargo, detrás de sus vetustos muros se guarda el recuerdo de una ciudad pujante que albergó a grandes personalidades del mundo comercial, cultural y político de la época imperial española. Tiene un puerto natural bastante profundo.